# Phiale crocea
Phiale crocea är en spindelart som beskrevs av Koch C.L. 1846. Phiale crocea ingår i släktet Phiale och familjen hoppspindlar. Inga underarter finns listade i Catalogue of Life.